# Давід Суасо
Оскар Давід Суасо Веласкес (ісп. Óscar David Suazo Velásquez); нар. 5 листопада 1979, Сан-Педро-Сула, Гондурас) — колишній гондураський футболіст, нападник. Гравець збірної Гондурасу.
Після завершення кар'єри гравця став футбольним тренером, працював скаутом. З 31 серпня 2023 року входить до тренерського штабу головного тренера збірної Гондурасу Рейнальдо Руеди.

## Кар'єра

### Клубна
У сезоні 2009/2010 Суасо провів за «Інтер» лише одну гру, на 72-й хвилині матчу 7 туру чемпіонату Італії з клубом «Удінезе» він вийшов на заміну, гра завершилася перемогою «Інтера» 2:1. 30 грудня 2009 Суасо на правах оренди перейшов до клубу «Дженоа»; також генуезький клуб отримав пріоритетне право на викуп трансферу футболіста.

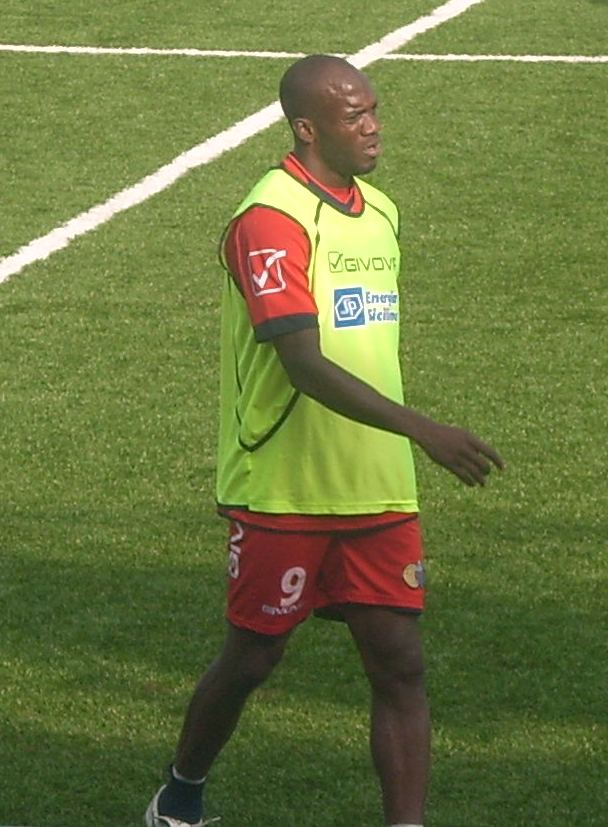
Давід Суасо під час виступів за «Катанію».

12 серпня 2011 року Суасо перейшов до «Катанії», за яку провів один сезон, але вийшов лише у 6 матчах Серії А, після чого покинув клуб.
31 березня 2013 року заявив про завершення кар'єри.

### Тренерська
Після завершення кар'єри гравця Суазо отримав посаду скаута у своїй колишній команді — «Кальярі». У 2014 році він приєднався до тренерського штабу першої команди в ролі асистента Іво Пульги на заключну частину сезону; з приходом Джанлуки Фести на посаду нового головного тренера залишився в його тренерському штабі до кінця сезону 2014/15.
У сезоні 2015-16 призначений головним тренером молодіжної команди «Джованніссімі Націоналі».
5 червня 2018 року Массімо Челліно, колишній голова «Кальярі», призначив його головним тренером «Брешії». На чолі клубу він провів 5 матчів (1 перемога, 2 нічиї і 2 поразки), і 18 вересня того ж року був замінений на Еудженіо Коріні.
12 травня 2021 року очолив клуб «Карбонія» з Серії D. На чолі клубу провів 42 матчі (7 перемог, 15 нічиїх, 20 поразок). Звільнений з посади головного тренера 30 червня 2022 року.

## Досягнення

### Клубні

#### Олімпія (Тегусігальпа)
- Чемпіон Гондурасу: 1998-99
- Володар Кубка Гондурасу: 1998
- Володар Суперкубка Гондурасу: 1996-97

#### Інтер
- Переможець Ліги чемпіонів УЄФА: 2009–10
- Чемпіон Італії: 2007-08, 2009–10
- Володар Кубка Італії: 2009–10
- Володар Суперкубка Італії: 2010

#### Бенфіка
- Володар Кубка португальської ліги: 2008-09

### Збірні
- Бронзовий призер Кубка Америки: 2001

### Індивідуальні
- Найкращий іноземний футболіст року в Італії: 2006